# Ministre en chef de Guernesey
Le ministre en chef de Guernesey (en anglais, Chief Minister of Guernsey) préside, de 2004 à 2016, le Conseil de la politique, qui inclut les chefs de chacun des dix ministères des États de Guernesey. 

## Historique
La fonction de ministre en chef est créée à la suite de la réforme de l'appareil gouvernemental entrée en vigueur le 1er mai 2004. À la suite d'une nouvelle réforme adoptée en 2015, la fonction est remplacée par celle de président du comité de la politique et des ressources.

## Fonctions
Guernesey utilise un système de consensus, les comités se basant sur le gouvernement. Le Conseil de la politique n'est pas explicitement un cabinet et a relativement peu de pouvoir exécutif par rapport à un cabinet, mais sa fonction principale est plutôt de coordonner les politiques. Le ministre en chef s'exprime également pour la politique étrangère. 

## Liste des ministres en chef
| Ordre | Nom | Nom              | Début des fonctions | Fin des fonctions |
| ----- | --- | ---------------- | ------------------- | ----------------- |
| 1     |     | Laurie Morgan    | 1er mai 2004        | 1er mai 2008      |
| 2     |     | Lyndon Trott     | 1er mai 2008        | 1er mai 2012      |
| 3     |     | Peter Harwood    | 1er mai 2012        | 12 mars 2014      |
| 4     |     | Jonathan Le Tocq | 12 mars 2014        | 4 mai 2016        |